# Мекамбо
Мекамбо (фр. Mékambo) — небольшой город в северо-восточной части Габона, на территории провинции Огове-Ивиндо. Административный центр департамента Задие.

## География
Расположен на берегу реки Джадие (приток Ивиндо), недалеко от государственной границы с Республикой Конго. Абсолютная высота — 481 метр над уровнем моря.

## Население
По данным на 2013 год численность населения составляет 5465 человек.
Динамика численности населения города по годам:
| 1993 | 2013 |
| ---- | ---- |
| 2800 | 5465 |

## Эбола
Название города упоминалось в международной прессе в связи со вспышками особо опасной геморратической лихорадки Эбола в 1994 и 1997 годах.